# Il marito di mio fratello
Il marito di mio fratello (弟の夫?, Otōto no otto) è un manga di Gengoroh Tagame. Pubblicato per la prima volta sul mensile Monthly Action dal 2014 al 2017 ha avuto un adattamento televisivo in una miniserie live-action andata in onda su NHK nel 2018.

## Trama
Yaichi è un padre single che vive con sua figlia Kana nella periferia di Tokyo. Un giorno ricevono la visita di Mike Flanagan, il vedovo del fratello gemello di Yaichi, Ryōji, che ha viaggiato dal suo nativo Canada per conoscere la famiglia di Ryōji e il suo passato. Kana è affascinata da Mike e lo accetta immediatamente ma Yaichi è riluttante.
Mentre Yaichi non è apertamente omofobico Mike suggerisce che il suo tacito disagio sulla sessualità di suo fratello portò al loro allontanamento. Le interazioni di Mike con la famiglia e il vicinato, nelle successive tre settimane dal suo arrivo, spingono Yaichi a interrogarsi e confrontarsi con i propri pregiudizi sul sesso e la sessualità, dato che la sua crescente tolleranza e la prossima accettazione nei confronti di Mike contribuiscono al superamento della propria omofobia.
Poco prima della partenza di Mike lui rivela a Yaichi che Ryōji ammise le sue colpe per non essersi mai riconciliato con suo fratello e promise a Mike che, un giorno, sarebbero andati in Giappone come coppia per incontrare la sua famiglia. A causa della prematura morte di Ryoji Mike è andato in Giappone, da solo, per poter onorare il desiderio di Ryōji di diventare una famiglia con Yaichi. Yaichi e Kana salutano (come sua famiglia) la partenza di Mike.

## Personaggi
Yaichi Origuchi (折口 弥一?)
È il protagonista della serie. È il padre single di Kana e fa il casalingo, vive di rendita dagli affitti di un condominio che gli è stato lasciato in eredità dai suoi genitori. In seguito alla morte del fratello gemello Ryōji accoglie, a malincuore, l'ormai vedovo Mike Flanagan mentre è in visita in Giappone. Attraverso il suo rapporto con Mike riesce a superare la sua omofobia latente e si rende conto che il suo silenzioso disagio per la sessualità di suo fratello ha portato al loro allontanamento.
Mike Flanagan (マイク・フラナガン?, Maiku Furanagan)
È il marito canadese del fratello defunto di Yaichi, Ryōji, che, all'inizio della storia, visita il Giappone per conoscere il passato e la famiglia dell'ormai suo defunto marito. Mike è gentile, premuroso ed è un autoproclamato giapanofilo. È orgogliosamente gay ed è spesso ritratto indossare magliette collegate all'iconografia LGBT, come la bandiera arcobaleno e il triangolo rosa.
Kana Origuchi (折口 夏菜?)
È la figlia di Yaichi. Sebbene non fosse a conoscenza dell'esistenza di Mike prima della sua visita lo accetta immediatamente; il suo amore incondizionato nei confronti di Mike contrasta spesso i più complicati sentimenti di Yaichi riguardo al cognato. A Kana manca vivere con sua madre ma tenta di nascondere la sua solitudine al padre.
Natsuki (夏樹?)
É l'ex-moglie di Yaichi e madre di Kana. Anche se la causa del loro divorzio non viene mai specificata Yaichi si dà la colpa per la rottura del loro matrimonio; nonostante questo, mantengono un rapportro di amicizia. Natsuki accetta Mike e aiuta Yaichi a comprendere la persistenza dell'omofobia in Giappone.
Ryōji (涼二?)
Fu il fratello gemello di Yaichi e fu il marito di Mike Flanagan. Ryōji fece coming out con Yaichi quando era adolescente e anche se apparentemente accettata, il tacito disagio di Yaichi per la sua omosessualità portò alla frattura della loro relazione. All'inizio della serie sono passati dieci anni da quando Ryōji ha parlato per l'ultima volta con Yaichi prima di lasciare il Giappone per il Canada e un mese dalla sua morte causata da un incidente non specificato. Ryōji, in precedenza, aveva promesso a Mike che un giorno avrebbero visitato il Giappone in modo da poter presentare Mike a Yaichi e per provare a riparare il rapporto con il fratello. L'incapacità di Ryōji di soddisfare questa promessa prima della sua morte è il motivo del viaggio di Mike in Giappone.
Yuki Shinohara (篠原 結姫?)
É un compagno di scuola di Kana. Yaichi la chiama omasesan (una bambina che si comporta da adulta). Grazie alla sua maturità comprende la sessualità di Mike. Sua madre inizialmente proibisce a Yuki di vedere Mike credendo che sia un'influenza negativa.
Tomoya Ogawa (小川 知哉?)
É un compagno di scuola di Kana. Non ha alcun interesse per la sessualità di Mike.
Kazuya Ogawa (小川 一哉?)
È il fratello maggiore di Tomoya. Diventa amico di Mike dopo aver fatto coming out con lui.
Katō (加藤?) o Katoyan (カトヤン?)
È l'amico di Ryōji delle scuole superiori. Rivela a Mike che è gay e che mentre ha avuto un'amicizia platonica con Ryōji basata sulla loro omosessualità condivisa ha segretamente nutrito sentimenti romantici, non corrisposti, per lui. Katō non ha mai rivelato pubblicamente il proprio orientamento sessuale e dice a Mike che non intende mai fare un coming out pubblico.
Mr. Yokoyama (横山先生?)
L'insegnante privato di Kana.

## Media

### Manga
Il marito di mio fratello è stato pubblicato, in maniera seriale, sul mensile Monthly Action da maggio 2014 a maggio 2017. Successivamente, le pubblicazioni sono state riunite e pubblicate in quattro volumi. Una traduzione in lingua italiana, edita da Panini Comics ed eseguita da S. Stanzani, è stata pubblicata dal 19 ottobre 2017 al 22 febbraio 2018 per un totale di due albi.
| Pubblicazione giapponese | Pubblicazione giapponese   | Pubblicazione giapponese | Pubblicazione italiana | Pubblicazione italiana   | Pubblicazione italiana | Pubblicazione italiana   | Pubblicazione italiana |
| Numero volume            | Data di uscita in Giappone | Isbn giapponese          | Numero volume          | Data di uscita in Italia | Isbn italiano          | Volume unico             | Volume unico           |
| Numero volume            | Data di uscita in Giappone | Isbn giapponese          | Numero volume          | Data di uscita in Italia | Isbn italiano          | Data di uscita in Italia | Isbn italiano          |
| ------------------------ | -------------------------- | ------------------------ | ---------------------- | ------------------------ | ---------------------- | ------------------------ | ---------------------- |
| 1                        | 5 maggio 2015              | 978-4575846256           | 1                      | 19 ottobre 2017          | 978-8891267160         | 22 febbraio 2018         | 978-8891268150         |
| 2                        | 12 gennaio 2016            | 978-4575847413           | 1                      | 19 ottobre 2017          | 978-8891267160         | 22 febbraio 2018         | 978-8891268150         |
| 3                        | 12 ottobre 2016            | 978-4575848632           | 2                      | 22 febbraio 2018         | 978-8891267399         | 22 febbraio 2018         | 978-8891268150         |
| 4                        | 12 luglio 2017             | 978-4575850055           | 2                      | 22 febbraio 2018         | 978-8891267399         | 22 febbraio 2018         | 978-8891268150         |

### Miniserie televisiva
Un adattamento live-action, di tre episodi, per la televisione di Il marito di mio fratello venne annunciato a dicembre 2017 ed andò in onda nel marzo 2018. La miniserie, diretta da Teruyuki Yoshida e Yukihiro Toda e sceneggiata dallo stesso Toda, fu trasmessa da NHK BS Premium dal 4 marzo 2018 al 18 marzo 2018.
| Nº | Titolo originale      | Prima TV Giappone | Note         |
| -- | --------------------- | ----------------- | ------------ |
| 1  | "Daiichikai" (第一回) | 4 marzo 2018      | [ 9 ] [ 10 ] |
| 2  | "Dainikai" (第二回)   | 11 marzo 2018     | [ 11 ]       |
| 3  | "Saishūkai" (最終回)  | 18 marzo 2018     | [ 12 ]       |

## Accoglienza

### Critica
James Yeh di Vice ha descritto la serie come una buona opera che affronta la questione del matrimonio gay (che in Giappone non è riconosciuto) e anche che è: "un lavoro bello, commovente e profondamente umano".
Rachel Cooke ha scritto sul Guardian che l'opera è: "Non solo molto toccante ma è anche, per il lettore non giapponese, inaspettatamente affascinante".
Charles Pulliam-Moore, scrivendo per io9, di come il manga tratti l'omofobia nel Giappone moderno, afferma che: "Il marito di mio fratello allude, delicatamente, ai piccoli aspetti quotidiani dell'omofobia che alla fine hanno spinto il fratello di Yaichi a lasciare il paese" e questo è "Il messaggio che Tagame sta cercando di superare e che - quel bigottismo silenzioso e sottile può essere altrettanto dannoso come l'omofobia esplicita - non è sempre facile da elaborare. Tagame lo capisce e, si spera, anche i lettori lo faranno."
Rebecca Silverman ha elogiato la serie in Anime News Network, assegnandole come voto una A-, scrivendo:
(Rebecca Silverman)
Tuttavia, Silverman ha criticato il tempo che Mike impiega a svilupparsi come personaggio e alcuni problemi tecnici dell'artwork.
Ian Wolf di MyM ha dato alla serie 10 su 10, commentando positivamente su come il manga riesca a confrontarsi con l'omofobia e su come si distingue dalla maggior parte dei manga a tema LGBT pubblicati in inglese, che normalmente sono serie yaoi che raffigurano bishōnen.
L'autrice di fumetti americani Alison Bechdel ha dato un'accoglienza positiva al fumetto.
L'edizione francese è stata recensita dalla nota rivista gay Têtu, che considerava positivamente l'incursione di Tagame sui diritti degli omosessuali.

## Riconoscimenti
Il marito di mio fratello ha ricevuto un "Excellence Prize" al 19° Japan Media Arts Festival nel 2015.
Nel dicembre 2016, l'edizione francese del manga è stata nominata per il "Best Comic" al 44º Festival internazionale del fumetto di Angoulême.
Nel 2018 ha ricevuto l'Excellence Award al 47° Japan Cartoonists Association Award.
Il primo volume dell'edizione Pantheon del manga ha vinto l'Eisner Award 2018 per la migliore edizione degli Stati Uniti dell'International Material-Asia.